# گراتس اومگبونگ
گراتس اومگبونگ (به آلمانی: Graz-Umgebung District) یک ناحیه در اتریش است که در اشتایرمارک واقع شده‌است. گراتس اومگبونگ ۱۳۶٬۲۳۴ نفر جمعیت دارد.